# The Forgotten City
The Forgotten City è un videogioco d'avventura sviluppato dallo studio australiano indipendente Modern Storyteller e pubblicato da Dear Villagers con il supporto di Film Victoria il 28 luglio 2021 per Microsoft Windows, PlayStation 4, PlayStation 5, Xbox One e Xbox Series X/S. Una versione in cloud per Nintendo Switch è stata pubblicata il 23 settembre 2021. Il gioco è un adattamento della mod omonima di The Elder Scrolls V: Skyrim, uscita il 4 ottobre 2015.

## Trama
All'inizio del gioco il protagonista si sveglia sulle sponde del fiume Tevere, dove incontra una donna che gli dice di aver trovato il suo corpo galleggiare nel fiume. La donna chiede al protagonista di andare a cercare un suo amico di nome Al in dei resti di una città antica romana; una volta entrato però il protagonista scopre di essere rimasto intrappolato in una cittadina rimasta ai tempi dell'Impero romano, precisamente dopo l'incendio di Roma del 64 d.C.. La città è abitata da una ventina di abitanti, che vivono sotto una singola legge imposta da una divinità sconosciuta, ovvero la legge della "Regola d'oro": secondo questa legge, ogni volta che un cittadino commette un crimine, tutti gli abitanti per punizione vengono trasformati in statue d'oro.

## Modalità di gioco
The Forgotten City si svolge in prima persona e rispetto alla mod la parte preponderante è affidata ai dialoghi e all'esplorazione, piuttosto che al combattimento e all'azione. Il protagonista può essere personalizzato all'inizio durante il dialogo con Karen, la donna che sostiene di averlo trovato e salvato. La personalizzazione si limita comunque ad una caratteristica fisica/mentale e l'influenza sul risultato finale sembra relativa. Il personaggio ha una borsa delle monete e un inventario, ma gli oggetti vengono utilizzati automaticamente salvo un arco e una torcia elettrica; si possono compiere azioni base come arrampicarsi, saltare, accovacciarsi e raccogliere oggetti. Il combattimento è presente, ma estremamente limitato.
Al momento dell'ingresso nella città, il protagonista è libero di fare ciò che vuole, ma presto dovrà confrontarsi con eventi che porteranno alla rottura della "Regola d'oro" o sarà causa egli stesso della rottura della legge divina; una volta commesso il crimine, a differenza degli altri cittadini, il giocatore potrà fuggire verso il tempio da cui ha fatto l'ingresso in città per ricominciare dal momento del suo arrivo. Dialogando con il Magistrato che governa la città, il protagonista scoprirà infatti di essere la pedina in grado di impedire che venga perpetrato un crimine: è stato il magistrato stesso, attraverso un rituale, a far sì che dal futuro giungesse una persona capace di poter rivivere sempre lo stesso giorno. Di fatto il protagonista si trova intrappolato nella città e l'unico modo per tornare alla sua epoca è quello di creare un paradosso: senza alcun crimine commesso, il rituale non andrebbe a compimento e quindi il protagonista resterebbe nel suo tempo come se nulla fosse successo. 
Ad ogni "risveglio" nella stessa identica giornata, il giocatore manterrà la memoria e gli oggetti acquisiti, quindi potrà interagire con gli abitanti conoscendo già le loro intenzioni, conquistarsi la loro fiducia sapendo in anticipo come comportarsi od ottenere oggetti e benefici che, mano a mano, potranno permettergli di fuggire dal loop temporale in cui è intrappolato.

## Sviluppo
Lo sviluppo di The Forgotten City iniziò nel 2011, anno di uscita di The Elder Scrolls V: Skyrim. Nel 2015 The Forgotten City venne pubblicato come mod di Skyrim, diventando una delle mod più conosciute del videogioco su console.

Nel 2016 lo sviluppatore della mod Nick Pearce lasciò il suo lavoro da avvocato per creare il team di sviluppo Modern Storyteller, con lo scopo di rendere la mod un gioco indipendente. Durante lo sviluppo il contenuto venne profondamente revisionato, abbandonando quasi totalmente la componente d'azione sostituita da una struttura da videogioco d'avventura. Alla fine dello sviluppo il copione di The Forgotten City venne portato da circa 35 000 parole a circa 80 000.

## Accoglienza
| Testata                          | Versione | Giudizio |
| -------------------------------- | -------- | -------- |
| Metacritic (media al 05/01/2022) | PC       | 84/100   |
| Metacritic (media al 05/01/2022) | PS5      | 85/100   |
| Metacritic (media al 05/01/2022) | XONE     | 88/100   |
| Metacritic (media al 05/01/2022) | XSXS     | 86/100   |
| Metacritic (media al 05/01/2022) | NSW      | 90/100   |
| Game Informer                    | PC       | 9/10     |
| GameSpot                         | PC       | 9/10     |
| IGN                              | varie    | 9/10     |
| Jeuxvideo.com                    | varie    | 16/20    |
| Nintendo Life                    | NSW      | 9/10     |
| PC Gamer                         | PC       | 84/100   |
| Push Square                      | PS5      | 7/10     |

The Forgotten City ha ricevuto un'accoglienza positiva dalla critica, andando ad ottenere una media di valutazioni sul sito aggregatore di recensioni Metacritic pari a 84 su 100 per la versione PC, 87 su 100 per la versione PS5, 88 su 100 per la versione Xbox One, 86 su 100 per la versione Xbox Series X/S e 90 su 100 per la versione Nintendo Switch.

### Riconoscimenti
The Forgotten City è stato candidato come "Miglior indie al debutto" ai The Game Awards 2021.